# Danny Boyle
Danny Boyle (Radcliffe (Lancashire), 20 oktober 1956) is een Engelse filmregisseur en -producent. Zijn bekendste films zijn Trainspotting, 28 Days Later en Slumdog Millionaire. Daarnaast was hij de regisseur van de openingsceremonie van de Olympische Zomerspelen 2012 in Londen.

## Biografie

### Vroege levensjaren
Danny Boyle werd geboren in een katholiek Iers arbeidersgezin. Zijn moeder kwam uit Ballinasloe, Co Galway, zijn vader uit een Iers gezin dat in Engeland woonde. Boyle koesterde lange tijd de droom priester te worden en ging naar een religieuze school toen hij tiener was. Die droom kwam niet uit en hij startte een studie aan de Thornleigh Salesian College in Bolton en aan de Universiteit van Wales te Bangor.
Hij begon zijn carrière in het theater: eerst bij de Joint Stock Theater Company en daarna bij de Royal Court Theatre waar hij artdirector was van 1982 tot 1985 en afgevaardigd directeur tussen 1985 en 1987. Zijn producties tijdens deze periode waren onder andere Howard Barkers Victory, Howard Brentons The Genius en Edward Bonds Saved. Deze laatste won de Time Out Award. Boyle regisseerde ook vijf producties voor de Royal Shakespeare Company.
In 1980 begon Boyle als producer in het televisiecircuit te werken voor BBC Noord-Ierland. Voor hij regisseur werd van verschillende televisiefilms en televisieprogramma's als Arise and Go Now, For the Grater Good, Scout en twee afleveringen van Inspector Morse (Masonic Mysteries en Cherubim and Seraphim) produceerde hij onder andere Alan Clarkes controversiële film Elephant. Hij zat ook achter de geprezen BBC2-serie Mr. Wroe's Virgins.

### Op weg naar succes
Zijn debuut als filmregisseur kwam er met Shallow Grave, met in de hoofdrol Ewan McGregor. De film was een instant commercieel succes en kreeg geweldige kritieken. Daarna volgde Trainspotting, gebaseerd op het boek van Irvine Welsh. Met opnieuw Ewan McGregor in de hoofdrol. Naast het feit dat de film erg succesvol was, wordt hij gezien als een van de meest invloedrijke en iconische Britse films van de jaren 90.
Na dit succes trok Boyle naar Hollywood, op zoek naar een productiedeal bij een grote Amerikaanse studio. Hij kreeg het aanbod de vierde Alien-film te regisseren maar wees dit af. In plaats daarvan maakte hij A Life Less Ordinary, gebruik makend van Britse financiële middelen.
Zijn volgende project was een adaptatie van de cultnovelle The Beach van Alex Garland. Daarna werkte hij, samen met Garland, aan de post-apocalyptische "zombie-film" 28 Days Later.
Tussen deze twee laatste films door regisseerde Boyle in 2001 twee televisiefilms voor de BBC: Vacuuming Completely Nude In Paradise en Strumpet. Hij regisseerde de korte film Alien Love Triangle (met Kenneth Branagh in de hoofdrol). Deze was oorspronkelijk bedoeld om, samen met twee andere korte films, als bioscoopfilm uitgebracht te worden. Het project werd echter afgeblazen nadat de twee andere korte films lange films werden: Mimic met Mira Sorvino en Impostor met Gary Sinise.
In 2004 regisseerde Boyle het door Frank Cottrell Boyce geschreven Millions. Zijn sciencefictionfilm Sunshine, met 28 Days Later-ster Cillian Murphy, kwam in 2007 uit.
Boyle produceerde in 2007 ook het vervolg op 28 Days Later: 28 Weeks Later.
In 2009 wist Boyle met Slumdog Millionaire acht van de tien Oscarnominaties te verzilveren, waaronder die voor beste film en beste regie.

## Filmografie
Film
- 28 Years Later (2025)
- Yesterday (2019)
- T2 Trainspotting (2017)
- Steve Jobs (2015)
- Trance (2013)
- 127 Hours (2010)
- Slumdog Millionaire (2008)
- Sunshine (2007)
- Millions (2004)
- 28 Days Later (2002)
- The Beach (2000)
- A Life Less Ordinary (1997)
- Trainspotting (1996)
- Shallow Grave (1994)

Televisie
- Trust (2018)
- Babylon (2014)
- Vacuuming Completely Nude in Paradise (2001)
- Strumpet (2001)
- Screenplay (1 aflevering, 1993): Not Even God Is Wise Enough (1993)
- Mr. Wroe's Virgins (1993)
- Inspector Morse (2 afleveringen, 1990-1992): Cherubim and Seraphim (1992) en Masonic Mysteries (1990)
- For the Greater Good (1991)
- The Nightwatch (1989)
- The Hen House (1989)
- Monkeys (1989)
- The Venus de Milo Instead (1987)
- Scout (1987)

- Bibsys: 97036769
- Biblioteca Nacional de España: XX1107665
- Bibliothèque nationale de France: cb14028939k (data)
- Catàleg d'autoritats de noms i títols de Catalunya: 981058510202106706
- CiNii: DA13904220
- Gemeinsame Normdatei: 121891976
- International Standard Name Identifier: 0000 0001 2136 7264
- Library of Congress Control Number: no98043032
- Nationale Bibliotheek van Letland: 000292298
- MusicBrainz: 0872536e-7000-450c-a6df-371cc5af0f87
- Nationale Bibliotheek van Tsjechië: pna2006327285
- Nationale Bibliotheek van Israël: 987007451096105171
- Nationale Bibliotheek van Polen: a0000001771484
- Nederlandse Thesaurus van Auteursnamen: 142622818
- Istituto Centrale per il Catalogo Unico: RAVV099555
- SNAC: w62z26w0
- Système universitaire de documentation: 059627611
- Union List of Artist Names: 500250850
- Virtual International Authority File: 64205559
- WorldCat: E39PBJfh3DVyBHRKb64RqfGPwC